# (2629) Rudra
(2629) Rudra (1980 RB1) – planetoida z grupy przecinających orbitę Marsa okrążająca Słońce w ciągu 2,3 lat w średniej odległości 1,74 j.a. Odkryta 13 września 1980 roku.